# Planète Neuf
Pour un article plus général, voir Planète X.
Ne doit pas être confondu avec Pluton, Super-Pluton ou Tyché.
La planète Neuf (nom provisoire en l'attente de toute confirmation éventuelle, Planet Nine en anglais), ou neuvième planète, est une planète hypothétique du Système solaire. 

## Détection

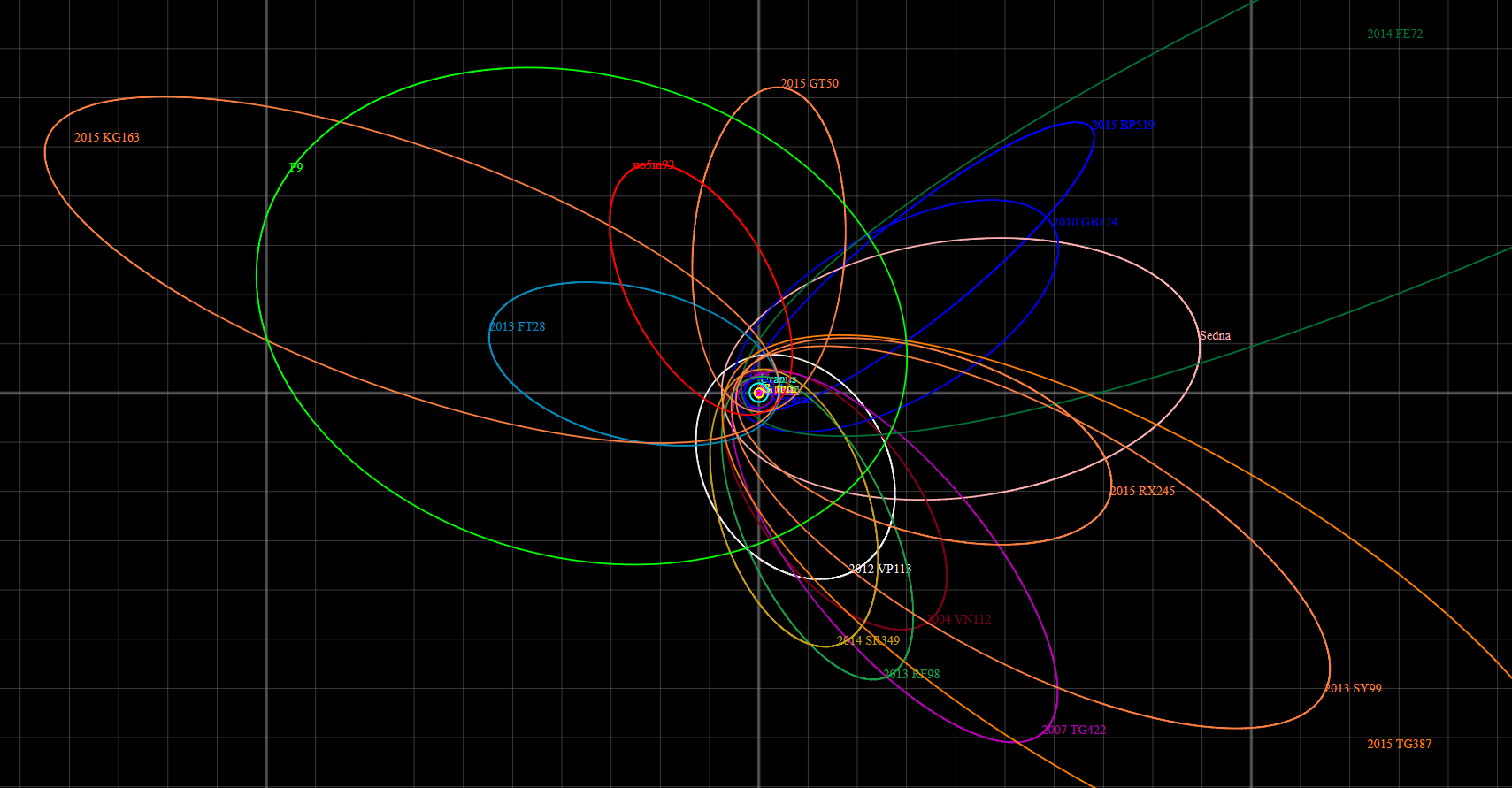
Les orbites de six des objets mineurs connus les plus éloignés autour du Soleil, à savoir : les trois sednoïdes, et et d'autres transneptuniens extrêmes,,, et.
Leur orientation similaire suggère l'existence d'une planète bien au-delà de Neptune, la « planète Neuf ».

La planète Neuf aurait été repérée de manière indirecte,, son existence étant suggérée par les perturbations de l'orbite de plusieurs objets transneptuniens, déduites d'observations astronomiques réalisées entre 1983 et 2016.
Elle serait située au-delà de Neptune et même bien au-delà de la ceinture de Kuiper, et donc la neuvième planète du Système solaire tant dans l'ordre de sa découverte que par la distance au Soleil. À ce titre, elle pourrait être la « planète X » historiquement recherchée au-delà de Neptune puis de Pluton. Des éléments d'une possible existence[Lesquels ?] ont été apportés par le California Institute of Technology en janvier 2016,. La mise en œuvre de sa détection est plus difficile que celle d'exoplanètes, même si elle est supposée avoir une masse cinq à sept fois celle de la Terre. Les travaux de cartographie effectués avec l'observatoire Vera-C.-Rubin devraient apporter plus de certitudes à partir de 2026.   
Cette neuvième planète est parfois surnommée « Phattie ».

## Dénominations
La planète supposée a reçu plusieurs noms officieux dont un, provisoire, délivré par Konstantin Batyguine et Michael E. Brown : Phattie,,,,. Brown et Batyguine ont utilisé les noms Jehoshaphat et George pour la planète Neuf. Brown a déclaré : « En fait nous l'appelons Fatty quand nous nous parlons l'un à l'autre »,. Les noms Télisto et Télesto ont précédemment été utilisés pour un hypothétique objet transneptunien de cinq à dix fois la masse de la Terre.
En règle générale, indépendamment des conjectures fondées sur les calculs astronomiques, une planète n'a pas de nom officiel tant qu'elle n'est pas observée au télescope. Une fois découverte, un comité ad hoc de l'Union astronomique internationale valide le nom, sur proposition justifiée du découvreur.

## Histoire
Après la découverte de Neptune en 1846, l'existence d'une autre planète au-delà de son orbite est l'objet de nombreuses spéculations. La plus connue de ces théories prédit l'existence d'une planète lointaine qui influence les orbites d'Uranus et de Neptune. Après de longs calculs, Percival Lowell prédit l'orbite et l'emplacement possibles de l'hypothétique planète trans-neptunienne et commence à la rechercher en 1906. Il appelle l'objet hypothétique Planète X, un nom précédemment utilisé par Gabriel Dallet,. Clyde William Tombaugh poursuit les recherches de Lowell et découvre Pluton en 1930, mais il est rapidement déterminé que cette planète est trop petite pour être considérée comme la Planète X de Lowell. Après le survol de Neptune par Voyager 2 en 1989, il est déterminé que la prétendue influence sur l'orbite d'Uranus est en réalité due à une estimation inexacte de la masse de Neptune.
Les tentatives de détection de planètes au-delà de Neptune par des moyens indirects tels que la perturbation orbitale remontent à avant la découverte de Pluton. Parmi les premiers, George Forbes propose l'existence de deux planètes trans-neptuniennes en 1880. L'une aurait une distance moyenne du Soleil (demi-grand axe) de 14,960 milliards de kilomètres, soit 100 unités astronomiques (ua) ou 100 fois la distance entre la Terre et le Soleil. La seconde aurait un demi-grand axe de 300 ua. Ses travaux sont considérés comme similaires aux théories plus récentes de la planète Neuf, dans la mesure où les planètes seraient responsables d'un regroupement des orbites de plusieurs objets, dans ce cas le regroupement des aphélies, les distances les plus éloignées du Soleil, des comètes périodiques entre 100 et 300 ua. Ceci est similaire à la façon dont les distances d'aphélie des comètes de la famille de Jupiter se regroupent près de son orbite,.
La découverte de l'orbite particulière de Sedna en 2004 amène l'idée qu'elle a dû rencontrer un corps massif autre que l'une des planètes connues. L'orbite de Sedna est détachée, avec une distance périhélie de 76 ua qui est trop grande pour être due à des interactions gravitationnelles avec Neptune. Plusieurs auteurs proposent alors que Sedna est entré dans cette orbite après avoir rencontré un corps massif tel qu'une planète inconnue sur une orbite lointaine, un membre de l'amas ouvert qui s'est formé avec le Soleil, ou une autre étoile qui est passée plus tard près du Système solaire,. L'annonce en mars 2014 de la découverte d'un deuxième sednoïde avec une distance de périhélie de 80 ua, 2012 VP113, dans une orbite similaire conduit à de nouvelles spéculations parlant d'une super-Terre inconnue dans le Système solaire lointain,.
Lors d'une conférence en 2012, Rodney Gomes propose qu'une planète non détectée est responsable des orbites de certains objets transneptuniens extrêmes (OTNE) à orbite détachée et des grands Centaures à demi-grand axe, des petits corps du Système solaire qui croisent les orbites des planètes géantes,. La planète proposée serait sur une orbite lointaine (1 500 ua), excentrique (excentricité orbitale 0,4) et inclinée (inclinaison orbitale 40°). Comme la planète Neuf, elle ferait osciller le périhélie des objets dont le demi-grand axe est supérieur à 300 ua, livrant certains à des orbites de croisement de planètes et d'autres à des orbites détachées comme celle de Sedna.
En 2014, les astronomes Chadwick Trujillo et Scott S. Sheppard notent les similitudes entre les orbites de Sedna, de 2012 VP113 et de plusieurs autres OTNE. Ils proposent alors qu'une planète inconnue en orbite circulaire entre 200 et 300 ua perturberait leurs orbites. Plus tard cette année-là, Raúl et Carlos de la Fuente Marcos soutiennent que deux planètes massives en résonance orbitale sont nécessaires pour produire de tels effets sur des orbites ; les orbites affectés sont à l'époque au nombre de 13. En utilisant un échantillon plus large de 39 OTNE, ils estiment que l'orbite de la planète la plus proche doit avoir un demi-grand axe entre 300 et 400 ua, une excentricité relativement faible et une inclinaison proche des 14 degrés.

## Hypothèse de Batyguine et Brown

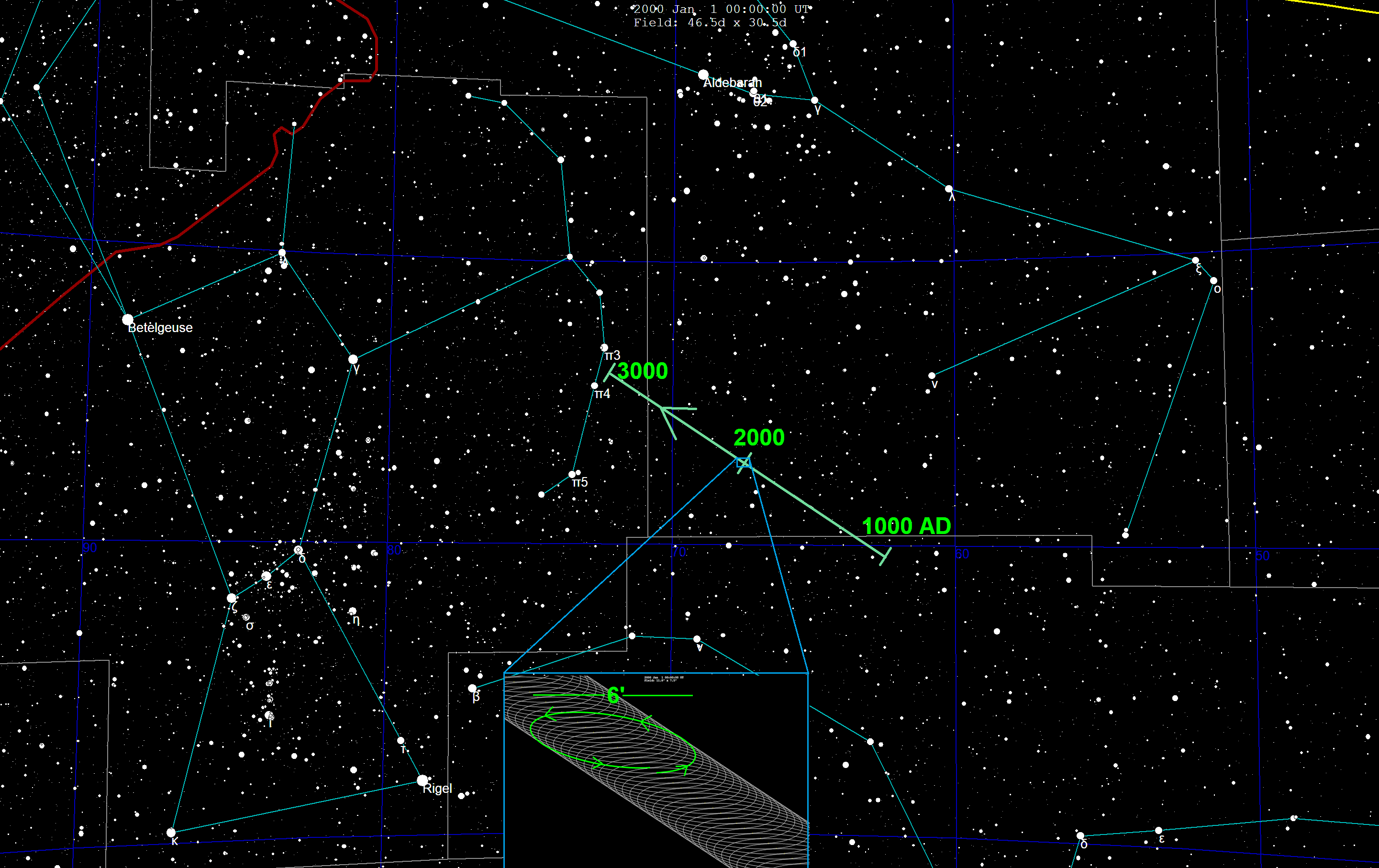
Une trajectoire hypothétique à travers le ciel de la planète Neuf près de l'aphélie traversant Orion d'ouest en est en environ 2000 ans. Elle est dérivée de celle employée dans la conception artistique sur le blog de Brown.

Au début de 2016, Konstantin Batyguine et Michael E. Brown de l'institut de technologie de Californie décrivent comment les orbites similaires de six objets transneptuniens extrêmes (OTNE) pourraient être expliquées par la Planète Neuf et proposent une orbite possible pour la planète. Cette hypothèse pourrait également expliquer les OTNE dont les orbites sont perpendiculaires aux planètes internes et d'autres avec des inclinaisons extrêmes, et avait été proposée comme explication de l'inclinaison de l'axe du Soleil.

### Orbite
L'hypothèse initiale voyait la planète Neuf comme suivant une orbite elliptique autour du Soleil avec une excentricité de 0,2 à 0,5. Son demi-grand axe était estimé entre 59 840 et 119 700 milliards de kilomètres, soit environ 13 à 26 fois la distance de Neptune au Soleil. Il faudrait à la planète entre 10 000 et 20 000 ans pour effectuer une orbite complète autour du Soleil, et son inclinaison par rapport à l'écliptique, le plan de l'orbite de la Terre, serait de 15° à 25°,. L'aphélie, ou le point le plus éloigné du Soleil, serait dans la direction générale de la constellation du Taureau, tandis que le périhélie, le point le plus proche du Soleil, serait dans la direction générale des régions méridionales de Serpent (Caput), Ophiuchus et Balance,. Brown pense que si l'existence de la planète Neuf est confirmée, une sonde spatiale pourrait l'atteindre en seulement 20 ans en utilisant une trajectoire de fronde motorisée autour du Soleil.

### Masse et rayon
La planète aurait une masse cinq à six fois supérieure à celle de la Terre et un rayon de 2 à 4 fois celui de la Terre, faisant d'elle une super-Terre (tellurique) ou une mini-Neptune (gazeuse). Brown pense que, si la Planète Neuf existe, sa masse est suffisante pour nettoyer le voisinage de son orbite des grands corps en 4,5 milliards d'années, soit l'âge du Système solaire, et que sa gravité domine le bord extérieur du Système solaire, ce qui est suffisant pour en faire une planète selon la définition actuelle. L'astronome Jean-Luc Margot a également déclaré que la planète Neuf répond à ces critères et qu'elle serait considérée comme une planète lorsqu'elle serait detectée,.

### Origine
Plusieurs origines possibles de la planète Neuf ont été examinées, notamment son éjection du voisinage des planètes géantes connues, sa capture depuis une autre étoile et sa formation sur place. Dans leur article initial, Batyguine et Brown proposent que la planète Neuf se soit formée plus près du Soleil et ait été éjectée sur une orbite excentrique éloignée à la suite d'une rencontre rapprochée avec Jupiter ou Saturne pendant l'époque nébulaire. La gravité d'une étoile proche, ou la traînée des restes gazeux de la nébuleuse solaire, aurait ensuite réduit l'excentricité de son orbite. Cela aurait augmenté son périhélie, la laissant sur une orbite de très grande taille mais stable, hors de l'influence des autres planètes,. La probabilité qu'un tel évènement se produise est estimée à quelques pourcents. Si elle n'avait pas été projetée aux confins du Système solaire, la planète Neuf aurait pu accumuler plus de masse du disque protoplanétaire et se développer en noyau d'une géante gazeuse,. Au lieu de cela, sa croissance aurait été stoppée tôt, la laissant avec une masse inférieure à celle d'Uranus ou de Neptune.
La friction dynamique d'une ceinture massive de planétésimaux aurait également pu permettre la capture de la planète Neuf sur une orbite stable. Des modèles récents proposent qu'un disque de 60 à 130 masses terrestres de planétésimaux se soit formé lorsque le gaz a été éliminé des parties extérieures du disque proto-planétaire. Lorsque la planète Neuf a traversé ce disque, sa gravité a modifié les trajectoires des objets individuels de manière à réduire la vitesse de la planète Neuf par rapport au disque. Cela aurait diminué l'excentricité de la planète Neuf et aurait stabilisé son orbite. Si ce disque avait un bord interne éloigné, de 100 à 200 ua, une planète rencontrant Neptune aurait 20 % de chances d'être capturée sur une orbite similaire à celle proposée pour la planète Neuf, le regroupement observé étant plus probable si le bord interne est à 200 ua. Contrairement à la nébuleuse de gaz, le disque planétésimal est susceptible d'avoir eu une longue vie, permettant potentiellement une capture ultérieure.
Une rencontre avec une autre étoile pourrait également modifier l'orbite d'une planète lointaine, la faisant passer d'une orbite circulaire à une orbite excentrique. La formation telle quelle d'une planète à cette distance nécessiterait un disque très massif et étendu, ou la dérive vers l'extérieur de matières solides dans un disque dissipateur formant un anneau étroit à partir duquel la planète s'est accrétée sur un milliard d'années. Si une planète s'est formée à une telle distance alors que le Soleil était dans son amas d'origine, la probabilité qu'elle reste liée au Soleil sur une orbite fortement excentrique est d'environ 10 %. Un disque étendu aurait été soumis à une perturbation gravitationnelle par des étoiles qui passaient et par une perte de masse due à la photoévaporation alors que le Soleil restait dans l'amas ouvert où il s'est formé.
La planète Neuf pourrait avoir été capturée depuis l'extérieur du Système solaire lors d'une rencontre rapprochée entre le Soleil et une autre étoile. Si une planète se trouvait sur une orbite éloignée autour de cette étoile, les interactions entre trois corps pendant la rencontre pourraient modifier la trajectoire de la planète, la laissant sur une orbite stable autour du Soleil. Une planète provenant d'un système sans planètes de la taille de Jupiter pourrait rester plus longtemps sur une orbite excentrique éloignée, ce qui augmenterait ses chances d'être capturée. L'éventail plus large d'orbites possibles réduirait les chances de capture sur une orbite d'inclinaison relativement faible à 1 ou 2 %. Amir Siraj et Avi Loeb ont découvert que les chances que le Soleil capture la planète Neuf augmentent d'un facteur 20 si le Soleil a déjà eu un compagnon binaire distant de masse égale,. Ce processus pourrait également se produire avec des planètes solitaires, mais la probabilité de leur capture est beaucoup plus faible, avec seulement 0,05 à 0,10 % de capture sur des orbites similaires à celle proposée pour la planète Neuf.

## Modèles

### Modèle de Linder et Mordasini (2016)
En 2016, Esther Linder et Christoph Mordasini, astrophysiciens à l’Université de Berne, présentent une modélisation de l'évolution de cette planète présumée. Selon leurs résultats, la planète aurait un diamètre actuel égal à 3,7 fois celui de la Terre. Sa température serait de 47 kelvins (−226 degrés Celsius). La planète aurait une magnitude apparente dans le spectre visible de 20 à 22, mais serait beaucoup plus lumineuse dans l’infrarouge où elle aurait une magnitude apparente de 11 (soit une luminosité de l’ordre de 10 000 fois plus grande). La planète serait une sorte de petite Neptune avec une structure en couches comme suit :
- un cœur ferreux (Fe) à 3 700 K (3 400 °C) ;
- un manteau de silicates (MgSiO3) ;
- un manteau de glaces (H2O) à 2 100 K (1 800 °C) ;
- un manteau gazeux (hydrogène (H2) et hélium (He)) ;
- une atmosphère (H2 et He) à 47 K (−226 °C).

### Modèle de Scholtz et Unwin (2020): un trou noir primordial?
Jakub Scholtz et James Unwin évoquent en 2020 la possibilité que Phattie soit un trou noir primordial. Ce serait pour cette raison que la planète Neuf n'a pas encore été détectée, un trou noir n’émettant et ne reflétant pas de lumière. Un trou noir (ou plutôt son disque d'accrétion) pouvant par contre émettre des rayons X ou gamma, les auteurs proposent d'utiliser cette méthode.
L'hypothèse est prise au sérieux par de nombreux scientifiques. Ce trou noir aurait été capturé par notre système stellaire et ses dimensions seraient de l'ordre de celles d'une balle de tennis, d'une balle de baseball ou d'une boule de bowling,.

## Observation
La planète Neuf, si elle existe, pourrait être repérée par Subaru ou les observatoires du Mauna Kea.
Le télescope spatial James Webb, successeur de Hubble, a les capacités techniques de fournir des images d'une planète aussi lointaine mais elles se limiteront à quelques pixels  (aucune observation n'a été faite à ce jour[Quand ?]). Ces derniers pourront déjà vérifier la validité de l'hypothèse de l'existence d'un trou noir primordial ou non.
Si l'existence de cette planète est prouvée, son survol par une sonde spatiale ne pourrait sans doute pas se faire avant plusieurs dizaines, voire centaines d'années avec la technologie actuelle. Ainsi, si le télescope James Webb confirmait son existence et son orbite et qu'il était décidé aussitôt d'y envoyer une sonde spatiale, avec un temps de préparation d'une telle mission spatiale d'au moins dix ans, le lancement de la sonde interviendrait au mieux en 2028. Si la sonde peut atteindre la vitesse maximale atteinte par Voyager 1, soit 17 km/s, et que le trajet est le plus court, c'est-à-dire si la planète Neuf est au plus près du Soleil, le périhélie, il faudrait à la sonde 57 ans pour parcourir les 30 milliards de kilomètres qui la séparent de la Terre, soit un survol de la planète en 2085. Néanmoins, si la planète, dont la révolution est de 10 000 à 20 000 ans, est à son point le plus éloigné du Soleil, l'aphélie, la sonde ne pourrait la survoler que dans 343 ans.
Cependant de petites sondes spatiales équipées de voiles solaires pourraient permettre, à l'instar de Breakthrough Starshot, de survoler et de renvoyer des images dans des délais beaucoup plus courts.
Des analyses récentes[Quand ?] suggèrent que la planète Neuf pourrait être plus proche du Soleil, décrire une orbite de 7 400 ans et avoir une masse cinq à six fois celle de la Terre. Plus proche, elle serait plus brillante et donc plus facile à détecter. Une carte indique où la chercher dans le ciel

## Controverses

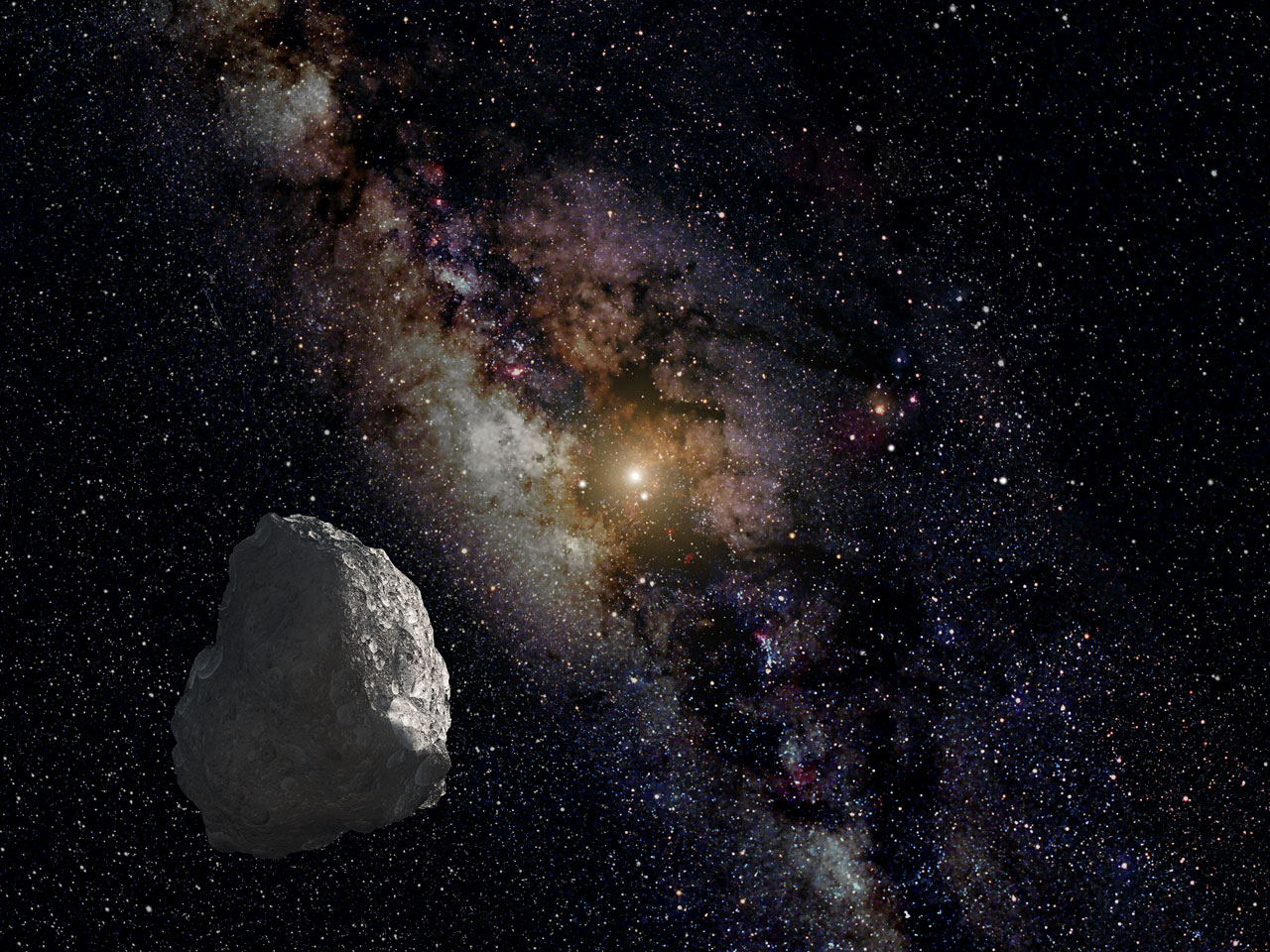
La ceinture de Kuiper est l'environnement qu'influencerait Phattie, la planète Neuf, par effet de marée.

Même si le modèle prédictif qui a abouti à formuler l'hypothèse de la planète Neuf est crédible, en l'attente d'une confirmation par observation directe, les perturbations étudiées pourraient tout aussi bien avoir une autre cause, qu'il s'agisse d'un ensemble d'astres non planétaires massifs ou d'un phénomène encore inconnu. En conséquence, plusieurs astrophysiciens mettent en garde contre l'emballement médiatique qui a suivi la publication de l'hypothèse de la planète Neuf, qui demeure encore une hypothèse non démontrée.

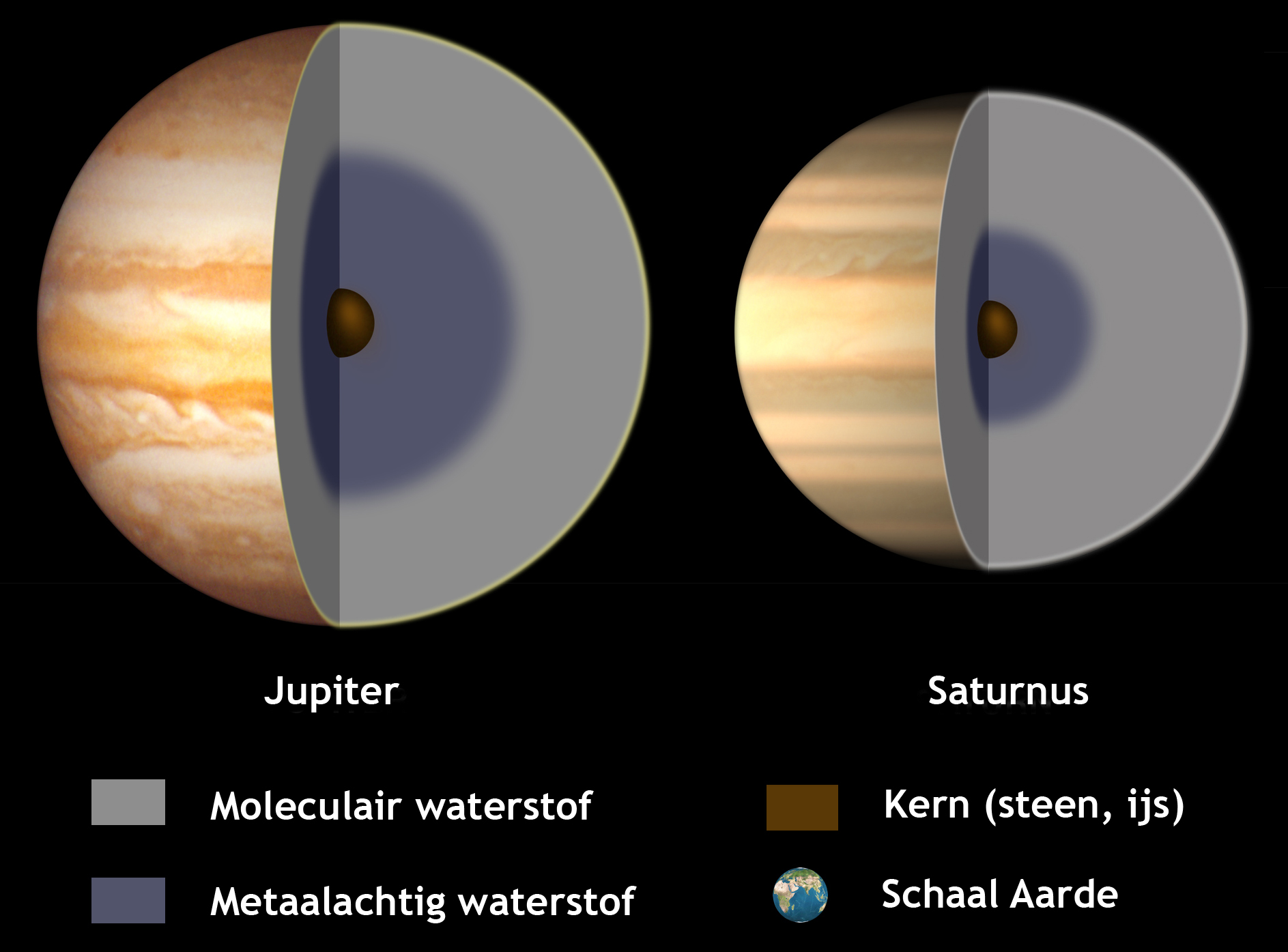
Les orbites de Saturne et Jupiter pourraient expliquer les effets de marée qui prédisent une neuvième planète et ainsi l'invalider.

Il est admis par cette étude que les orbites des corps de la ceinture de Kuiper sont rassemblées dans une région et n'ont que 0,007 % de chances d'y être par hasard. Ceci ne veut pas du tout dire que cette hypothèse est la seule : il pourrait y avoir plusieurs planètes inconnues, ou encore la planète aurait pu être éjectée de son orbite. Mais les théories d'objets transneptuniens plus petits et plus nombreux orbitant à la place de la planète Neuf ne sont pas conformes à la simulation du Caltech et semblent improbables, étant donné la masse trop faible de la ceinture de Kuiper. Selon Batyguine et Brown, « La masse actuelle de la ceinture de Kuiper est probablement insuffisante pour que l'auto-gravité puisse jouer un rôle appréciable dans son évolution dynamique. (...) Par conséquent, (...) nous émettons l'hypothèse que la structure observée de la ceinture de Kuiper est maintenue par un perturbateur gravitationnellement lié dans le Système solaire ».
En 2018, deux chercheurs de l'université du Colorado proposent pour expliquer les orbites des objets transneptuniens une théorie se passant de la planète Neuf. Ils prédisent l'existence d'un gigantesque anneau de corps de toutes tailles, au-delà de la ceinture de Kuiper. Des objets en collision les uns avec les autres seraient éjectés de temps à autre. La gravité globale de cet anneau dévierait ensuite ces nouveaux objets isolés, et il en résulterait des objets transneptuniens aux orbites très particulières,.
En 2024, une nouvelle étude se concentre, non pas sur les objets transneptuniens aux orbites très elliptiques, qui n'approchent jamais de Neptune et sont par conséquent très difficiles à observer, mais sur ceux qui croisent l'orbite de Neptune (les objets poséidocroiseurs), dont les biais observationnels sont plus simples à modéliser. En comparant le taux de renouvellement de ces objets dans un système avec ou sans une Planète Neuf, l'étude montre qu'on observe trop peu de ces objets pour qu'il n'y ait pas de planète Neuf,.